# دژ سلسال
قلعه سلسال که به زبان محلی به آن قلعه سالسال می گویند در 32 کیلومتری شمال غرب نوبران و در شمال روستای قارلق و غرب روستای ورگبار قرار دارد. این قلعه با باروی بسیار مستحکم بر ارتفاعات کوه های سالاندوز بنا گردیده است . از دوره ساخت آن اطلاعات دقیقی در دست نیست اما بر اساس تاریخ تعداد زیادی از این بناها در پایان دوره اشکانیان و اوایل دوره ساسانیان در قرن سوم و چهارم میلادی و قبل ازظهور اسلام در ایران که بیشترین تاخت و تازها از سوی سایر اقوام به سرزمین های ایران می شده ساخته شده است. این دژ در دوره سلجوقیان و سپس فرقه اسماعیلیه با ظهور حسن صباح در ایران مورد استفاده قرار گرفته است . این دژ بر روی سخره سنگی و در ارتفاع 2850 متر از سطح دریا قرار گرفته و دیوارهای آن با سنگ و ملات ساروج ( ترکیب پودر آهک با خاکستر و آب) استوار شده است که اطراف آن را پرتگاه های عظیم فرا گرفته و تنها راه دسترسی به آن در شرق آن قرار داشته است . قلعه سلسال دارای چهار برج نگهبانی میباشد . هریک از برج ها در خط الرس ارتفاعات منتهی به این مکان طراحی شده و هر برج نگهبانی از دو طبقه تشکیل شده ، طبقه فوقانی برای نگهبانی و طبقه تحتانی برای استراحت در نظر گرفته شده و بر دیوار برجها سوراخهائی با مقطع دایره ای شکل با قطر 10 سانتی متر بنام مزغل برای دیدبانی طراحی و ساخته شده است . چشم انداز این مزغل ها به سمت روستاها ، دشت های اطراف و آبراهه های منتهی به این قلعه می باشد. یکی از اهداف مهم بنای این دژ استراتژیک حفاظت از گذرگاه (کریدور ) مواصلاتی غرب به شرق دشت جنوبی این قلعه بوده است (دشت گلازور) که در آن زمان محل عبور کاروانهای تجاری و نظامی از شرق به غرب و بلعکس بوده است (این گذرگاه تا چند دهه پیش بنام جاده اصفهان معروف بود که روایت شده مارکوپولو نیز در سفر خود در مسیر ابهر به کاشان از این دشت عبور نموده است) . از شکافهای عمیق و طبیعی موجود در این قلعه بعنوان انبار آذوقه و منبع ذخیره آب استفاده می شده است ( متاسفانه در دو و سه دهه اخیر بخشی از دیوار و برجهای این مکان از سوی افراد ناآگاه به تاریخ و تمدن نیاکانمام تخریب شده است ). در شرق این قلعه زمین نسبتا مسطح و وسیعی معروف به میدان واقع است که از آن برای تمرین های نظامی سپاهیان قلعه استفاده می شده است .

## تاریخ قلعه
طبق تخمینهای باستان شناسان بنای اولیه قلعه در دوران ساسانیان و قبل از اسلام بوده‌است ولی دوران اوج استفاده از این کهندژ در دوره ظهور اسماعلیه بوده‌است آخرین بازسازی قلعه مربوط به اوایل دوران صفوی است.